# Sobór Podwyższenia Krzyża Pańskiego w Lesosibirsku
Sobór Podwyższenia Krzyża Pańskiego – prawosławny sobór w Lesosibirsku, w eparchii jenisejskiej Rosyjskiego Kościoła Prawosławnego. 
Sobór w Lesosibirsku został wzniesiony w latach 1995–2002 w stylu nawiązującym do architektury Państwa Moskiewskiego, przy użyciu tradycyjnych technik budowlanych wykorzystywanych na średniowiecznej Rusi. Jest to jedna z największych cerkwi na Syberii. 
Świątynię wieńczy 13 kopuł, całość wznosi się na wysokość 67 metrów. Na krytej dachem namiotowym dzwonnicy cerkwi znajduje się 11 dzwonów.